# Колбасов
Колбасов (слч. Kolbasov) насељено је мјесто са административним статусом сеоске општине (слч. obec) у округу Сњина, у Прешовском крају, Словачка Република.

## Становништво
| Година:    | 1994. | 2004.    | 2014.    | 2024.    |
| ---------- | ----- | -------- | -------- | -------- |
| Број људи: | 179   | 117      | 85       | 61       |
| Разлика:   |       | -34,63 % | -27,35 % | -28,23 % |

| Година:    | 2023. | 2024.   |
| ---------- | ----- | ------- |
| Број људи: | 62    | 61      |
| Разлика:   |       | -1,61 % |

Према подацима о броју становника из 2024. године насеље је имало 61 становника.